# Anastassija Alexandrowna Tschulkowa
Anastassija Alexandrowna Tschulkowa, (russisch Анастасия Александровна Чулкова; englische Transkription: Anastasiya Chulkova; * 7. März 1985 in Moskau) ist eine ehemalige russische Radrennfahrerin.

## Sportliche Laufbahn
Bei den UCI-Bahn-Weltmeisterschaften 2008 in Manchester belegte Anastassija Tschulkowa in der Mannschaftsverfolgung, gemeinsam mit Jewgenija Romanjuta und Jelena Tschalych Platz fünf. 2010 gewann sie beim Lauf des Bahnrad-Weltcups in Cali im Scratch. 2011 wurde sie jeweils russische Vize-Meisterin im Omnium sowie in der Mannschaftsverfolgung. Bei den UCI-Bahn-Weltmeisterschaften 2012 in Melbourne wurde sie Weltmeisterin im Punktefahren.
Anschließend verlegte Tschulkowa ihren Schwerpunkt auf die Straße; in den Jahren 2013 und 2015 gelangen ihr drei Etappenerfolge.
Im August 2017 wurde bekannt, dass Anastassija Tschulkowa positiv auf Meldonium getestet wurde. Der russische Verband erklärte, dass diese Substanz erst seit dem 1. September 2016 verboten sei, es handele sich deshalb um Rückstände. Es ist nicht bekannt, wann die Probe genommen wurde.

## Erfolge

### Bahn
2002
- Junioren-Weltmeisterschaft – Keirin

2003
- Junioren-Weltmeisterschaft – Sprint
- Junioren-Europameisterin – Punktefahren
- Junioren-Europameisterschaft – 500-Meter-Zeitfahren

2005
- Europameisterschaft (U23) – Keirin

2006
- Europameisterschaft (U23) – Sprint

2007
- Bahnrad-Weltcup in Sydney – Mannschaftsverfolgung (mit Jewgenija Romanjuta und Olga Sljussarewa)
- Europameisterschaft (U23) – Punktefahren

2011
- Bahnrad-Weltcup in Manchester – Scratch

2012
- Weltmeisterin – Punktefahren

2019
- Bahnrad-Weltcup 2019/20 – Gesamtwertung Scratch

### Straße
2013
- eine Etappe Tour of Adygeya
- eine Etappe Trophée d’Or Féminin

2015
- eine Etappe Tour of Zhoushan Island

## Teams
- 2013 RusVelo
- 2014 RusVelo
- 2015 BePink LaClassica
- 2016 BePink
- 2017 BePink Cogeas